# Rosenbauer
A Rosenbauer csoport a világ három legnagyobb tűzoltó-jármű gyártó vállalatának egyike. Székhelye Leonding, Ausztria.
A Rosenbauer több mint 100 ország tűzoltóságait látja el egyedi tűzoltó- és mentő rendszerekkel valamint szolgáltatásokkal. Számos tűzoltójármű-szériát és tűzoltó-repülőgépeket gyárt három kontinensen, mind az európai, mind az Egyesült Államok szabványai szerint.

## Történet

### Megalapítás és fejlődés

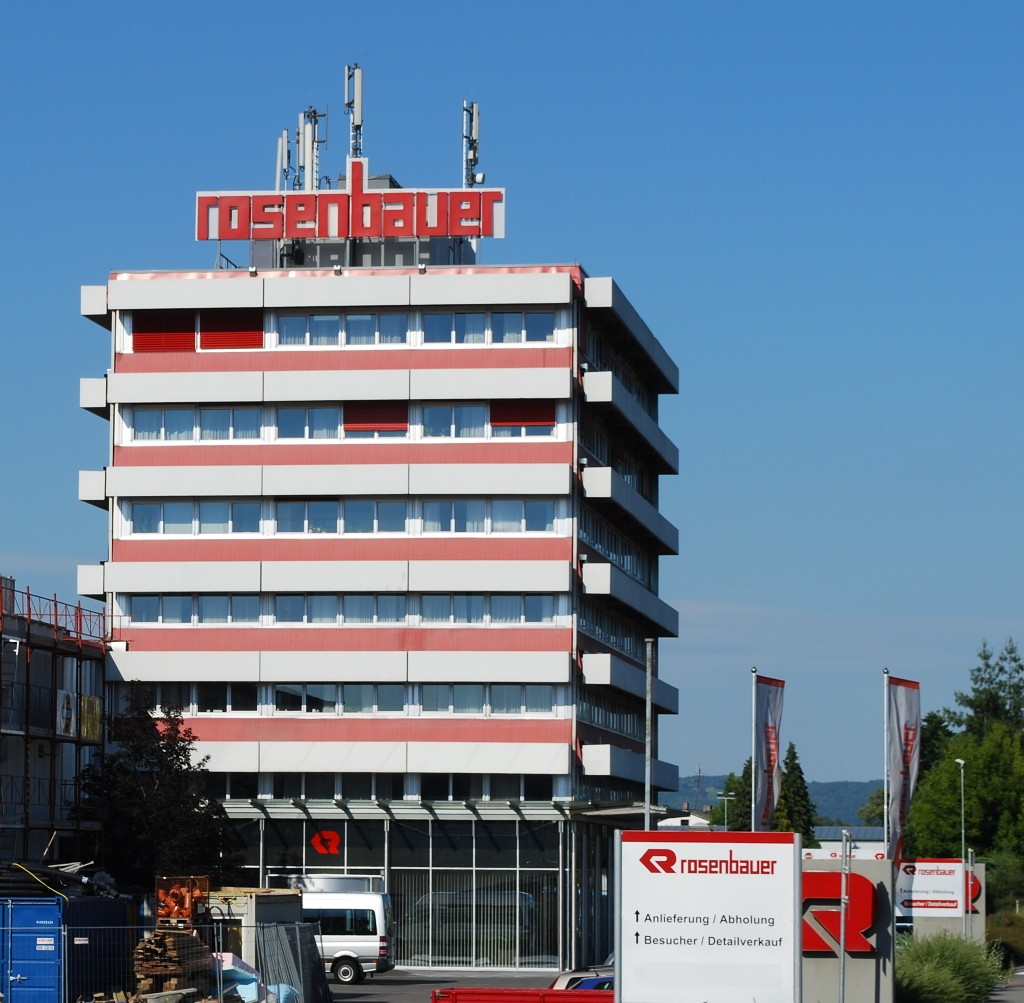
A cég központja az ausztriai Leondingban

Az első osztrák országos tűzoltási vállalatot 1866-ban alapította Johann Rosenbauer Linzben. A különböző gyártóktól származó kézi tűzoltópumpák, sisakok, gombok és hasonlók mellett a vállalat vívó-, sport- és játszótéri felszereléseket is forgalmazott. Konrad Rosenbauer 1888-ban vette át a vállalatot, ez fordulópontot jelentett a cég működésében: ekkor kezdték meg saját tűzoltóeszközök gyártását. Miután egy nagyobb telephelyre költözött, a vállalat felvette a K. Rosenbauer & Kneitschel, Fabrik für Lösch- und Wehrgerät und Metallwaren (K. Rosenbauer és Kneitschel, Oltó- és Védelmieszköz és Fémtermék Gyár) nevet.

### Napjainkban

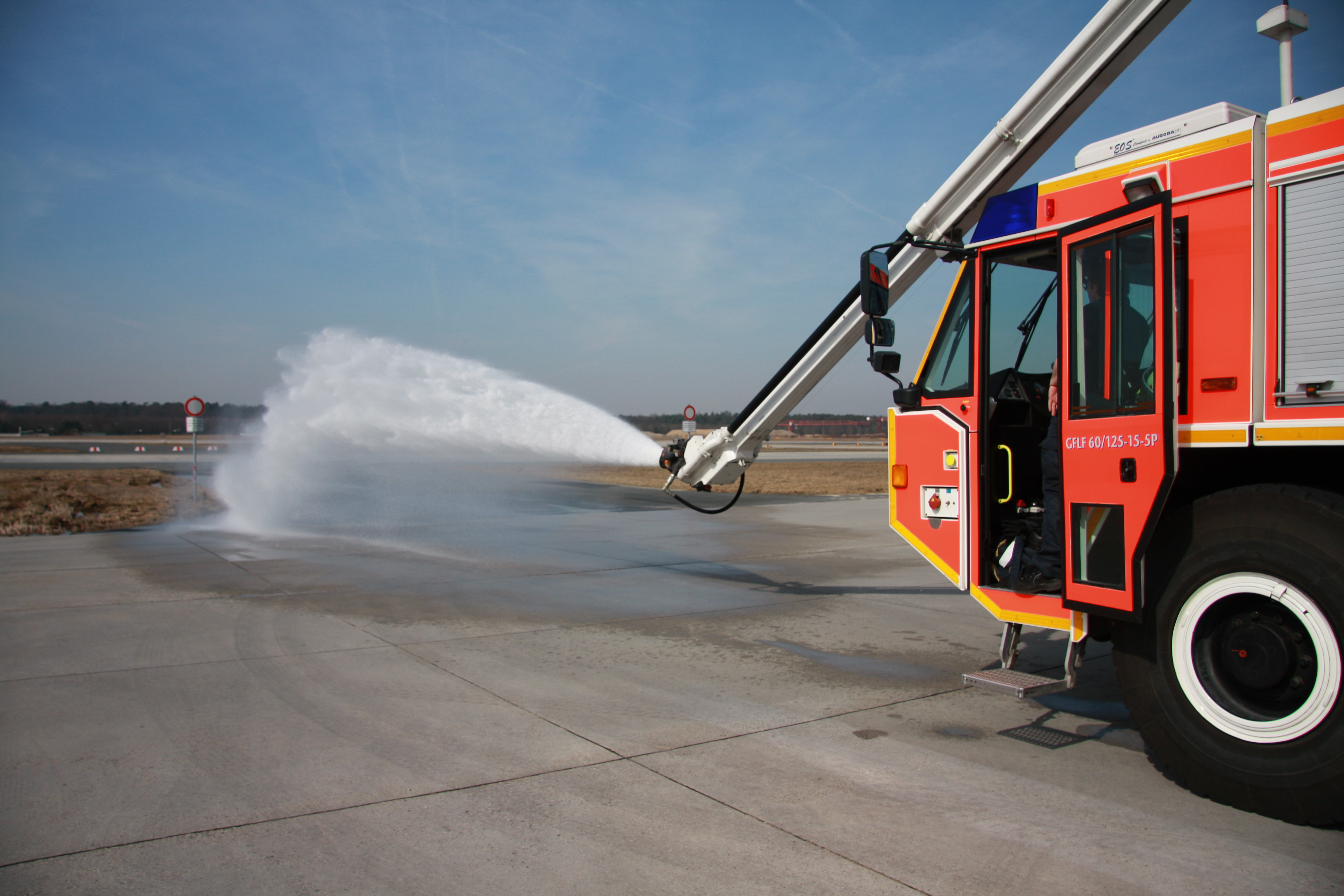
A Rosenbauer Simba 8x8 HRET replülőtéri tűzoltóautó a Frankfurti repülőtéren működés közben

A Rosenbauer International AG-t 1994 óta jegyzik a Bécsi Értéktőzsdén.
2010-ben a Rosenbauer-nek 2000 alkalmazottja volt világszerte, 595 millió eurós forgalom mellett. 
A cégnek telephelye van Luckenwalde-ban, Passauban, Karlsruheben, Oberglattban (Svájc), Madridban, Lyons-ban (USA, Dél Dakota) és Szingapúrban is;
a gyártott termékek 90%-át exportálják.
A működésüket kiterjesztették tűzoltórepülőgépekre, rendőrségi vízágyúkra és újra elkezdtek egyéni tűzoltófelszereléseket (egyenruha, sisakok...) is gyártani
2011 elején a német trösztellenes hatóságok a Rosenbauer-t a Schlingmann GmbH & Co. KG-t, az Albert Ziegler GmbH & Co. KG-t és az 
Iveco Magirus Brandschutztechnik GmbH-t összesen 28 millió euróra bírságolták kartelltevékenység miatt.

## Részvényesek
A 2011 júliusi állapot szerint a vállalat 51%-át a Rosenbauer Beteiligungsverwaltungs GmbH, 5%-át intézményi befektetők birtokolják, míg
a maradék 44% pedig szabad kereskedésű.

## Fordítás
- Ez a szócikk részben vagy egészben  a   Rosenbauer című angol Wikipédia-szócikk ezen változatának fordításán alapul.  Az eredeti cikk szerkesztőit annak laptörténete sorolja fel. Ez a jelzés csupán a megfogalmazás eredetét és a szerzői jogokat jelzi, nem szolgál a cikkben szereplő információk forrásmegjelöléseként.